# Тишков, Аркадий Александрович
Арка́дий Алекса́ндрович Тишко́в (род. 31 марта 1950, Москва) — советский и российский географ, биогеограф, геоботаник, эколог и специалист в области охраны природы, член-корреспондент РАН (2016), заслуженный деятель науки Российской Федерации (2007), заслуженный географ Российской Федерации (2025), почётный работник охраны природы РФ (2003), заместитель председателя Московского отделения и член Ученого совета Русского географического общества. Заведующий лабораторией биогеографии Института географии РАН (с 1991). Доктор географических наук, профессор.

## Биография
В 1967 году окончил московскую среднюю школу № 667. В период учёбы занимался в биологическом кружке при Московском обществе испытателей природы, в качестве лаборанта работал в экспедициях в Якутию, Азербайджан, Курскую, Воронежскую и Московскую области, трижды был победителем Московской биологической олимпиады и призёром Союзной телевизионной биологической олимпиады.
После окончания школы поступил на биолого-почвенный факультет МГУ им. М.В. Ломоносова, который закончил в 1973 г. по кафедре геоботаники. В период учёбы активно работал в биофаковской Дружине по охране природы (возглавлял научный сектор), лаборантом в Комплексной Восточной экспедиции на географическом факультете МГУ, лаборантом и коллектором в экспедициях в Подмосковье, на полуостров Таймыр, в Забайкалье, Магаданской области и др., вел биологический кружок в Городском дворце пионеров.
Университетскими учителями А. А. Тишкова были профессор Т. А. Работнов и доцент А. П. Тыртиков, у которых он писал свои курсовые и дипломную работы.
В 1973 году окончил биолого-почвенный факультет МГУ, после чего начал работать в Институте географии АН СССР: с 1973 — ст. лаборантом, м.н.с., с 1983 — с.н.с., с 1991 по настоящее время — заведующим лабораторией биогеографии, с 2005 по 2020 годы — заместителем директора института. В его становлении как ученого большую роль сыграли старые сотрудники института и лаборатории биогеографии — А. Н. Формозов, Ю. А. Исаков, М. И. Нейштадт, Э. М. Мурзаев, А. А. Насимович, С. В. Кириков, Н. И. Базилевич, Д. Л. Арманд, О. С. Гребенщиков, Д. В. Панфилов. С ними он участвовал в полевых исследованиях и готовил свои первые публикации. Именно им позднее он посвятил книгу очерков об учителях и старших коллегах — «Люди нашего племени» (2012).
В 1974 году А. А. Тишков вместе с сотрудником лаборатории биогеографии института М. В. Глазовым и сотрудником кафедры зоологии позвоночных биологического факультета МГУ Н. В. Чернышевым создал Валдайский научный стационар на реке Валдайка (Новгородская область), который функционировал более 25 лет и стал местом, где проводили полевые исследования молодые географы и биологи из научных организаций и вузов Москвы, Санкт-Петербурга, Новгорода, Твери и других городов. Лаборатория продолжает исследования на Валдае.
Участник многих экспедиций, в том числе на Кольский полуостров, Ненецкий а.о., Ямало-Ненецкий а.о., Республику Коми, Республику Карелию, полуостров Таймыр, Республику Якутия, Магаданскую, Читинскую, Новгородскую и др. области, архипелаг Шпицберген (1976—1988 и 2007), Тибет (Китай, 1991), экспедиционных поездок в Канаду, Китай, Вьетнам.
В 1979 году защитил кандидатскую диссертацию на тему «Сравнительно-географический анализ консорций мхов тундровых и таёжных экосистем».
В 1991 году отдел биогеографии института географии АН СССР, где работал А. А. Тишков, разделился на две лаборатории, заведовать одной из них остался Р. И. Злотин, а вторую возглавил А. А. Тишков. После ухода Р. И. Злотина из Института в 1996 г. лаборатории воссоединились, а за образовавшейся единицей сохранился статус лаборатории.
В 1994 году защитил докторскую диссертацию по теме «Географические закономерности природных и антропогенных сукцессий».
В 1996 году ВАК присвоила ему звание профессора (география).
Читал лекции на географическом факультете МГУ, в Международном независимом эколого-политологическом университете, Российском открытом университете, Белгородском государственном университете (НИУ БелГУ) и др. Автор нескольких учебных курсов. Научный редактор линейки школьных учебников и учебных пособий по географии издательства «Русское слово» (2020—2023).
В 1996—2003 годах работал управляющим компонента А Проекта Глобального экологического фонда «Сохранение биоразнообразия в Российской Федерации», участвовал в подготовке стратегических и нормативно-правовых документов, первых законопроектов в области охраны природы. Соавтор Государственной кадастровой методики оценки земель природоохранного назначения (2002), первых тематических докладов по сохранению биоразнообразия в России, научно-популярной книги «для детей и министров» «Сколько стоит живая природа?» и др.
Руководитель рабочей группы по реформе исчисления времени, проводившейся в России в 2009—2011 годах (сокращение числа часовых зон и переход на постоянное летнее время). Выступал с критикой принятия поправок в закон «Об исчислении времени», согласно которым Россия перешла 26 октября 2014 года на «зимнее» время. Один из руководителей рабочей группы по установлению южной границы Арктической зоны Российской Федерации и разработке соответствующих критериев (2008—2011) Минэкономразвития РФ.
В 2016 году был избран членом-корреспондентом РАН.
Обосновал новое направление — исследование географических закономерностей динамики ландшафтов, в рамках которого выявил зональные особенности природных и антропогенных сукцессий растительности и её продуктивности, разработал подходы к сравнительно-географическому анализу структуры и функционирования экосистем, разработал новое биогеографическое районирование России, стоял у истоков «географии биоразнообразия», «актуальной биогеографии», представлений об «экологическом каркасе» и внедрения понятия «антропоцен» в биогеографии, учитывающем необратимые последствия антропогенного воздействия на биоту и экосистемы.
Развивает концепцию смены парадигмы взаимодействия географии с практикой, ведущей роли практической географии в территориальной охране природы и в сохранении биоразнообразия. Много сделал для обоснования практических действий в области охраны живой природы: один из авторов законопроекта «Об охране растительного мира», «Национальной стратегии сохранения биоразнообразия» (2001), «Стратегии сохранения биоразнообразия водно-болотных угодий Нижней Волги» (2009) и «Стратегического плана действий по защите окружающей среды Российской Арктики» (2010). С конца 1990-х годов развивает подходы и методы использования концепции экосистемных услуг, экономических и финансовых механизмов сохранения биоразнообразия и развития территориальной охраны природы.
Руководитель подготовки всех 5 национальных докладов о выполнении Россией обязательств по Конвенции о биологическом разнообразии. Участвовал в обосновании создания нескольких особо охраняемых природных территорий России, в том числе национального парка «Валдайский». Для названия «Валдай» обосновал ландшафтную основу происхождения (по аналогии с «wald», «veldt» и «wealden» и др.), уточнил время первого его упоминания в истории (берестяная грамота № 740 — 1140—1160 гг.).
Отрицает антропогенный характер глобального потепления. В связи с выступлениями Греты Тунберг (2018—2019) заявил, что «доля антропогенных воздействий настолько мала, что может влиять на климат только в пределах погрешностей», а также: «Человек хоть и влияет на климат своей хозяйственной деятельностью, но роль его по сравнению с природой достаточно мала».
Вместе с женой к.б.н. Н. Ю. Тишковой коллекционирует народную глиняную игрушку. Часть коллекции передал в 1985 г. в дар Государственному Эрмитажу (дарственная подписана Б. Б. Пиотровским), а также в другие музеи России и Украины (Музей декоративно-прикладного искусства г. Сумы). Материалы другой коллекции — гравюр художника М. И. Полякова в 2021 г. переданы в дар на родину художника — Саратовский художественный музей имени А. Н. Радищева. Книги из коллекции А. А. Тишкова «Издания 1941—1945 годов» неоднократно выставлялись на выставках ко дню Победы.

## Членство в организациях
- Член Президиума Русского географического общества, заместитель председателя его Московского отделения
- Заместитель председателя Постоянной природоохранительной комиссии Русского географического общества
- Действительный член руководящего комитета Комиссии биогеографии и биоразнообразия Международного географического союза
- Действительный член Российской академии естественных наук (с 2003)
- Действительный член Московского общества испытателей природы
- Действительный член Российской экологической академии
- Руководитель рабочей группы «Международные научные инициативы в Российской Арктике» (ISIRA) Международного арктического научного комитета (IASC)
- Эксперт секретариата Конвенции о биологическом разнообразии и Арктического совета
- Член Организационного комитета по подготовке и проведению празднования 200-летия со дня рождения П. П. Семенова-Тян-Шанского[15]

## Редакторская работа
- Известия Российской академии наук. Серия географическая — главный редактор (с 2022)

Член редколлегии журналов и продолжающихся изданий
- Geography. Environment. Sustainability (с 2008)
- Арктика: экология и экономика (с 2017)
- Аридные экосистемы (с 2009)
- Арктические ведомости (с 2012)
- Вопросы географии (2012)
- Вопросы степеведения (с 1999)
- Доклады Российской академии наук. Науки о Земле (с 2020)
- Использование и охрана природных ресурсов (1999)
- Проблемы Арктики и Антарктики (2020)
- Российская Арктика (с 2018)
- Самарская Лука: проблемы региональной и глобальной экологии (2008)
- Степной бюллетень (2003)
- Экологический мониторинг и моделирование экосистем (ЭММЭ)[16]

## Награды, премии и звания
- 1997 — Медаль «В память 850-летия Москвы»;
- 1999 — Почётная грамота Президиума РАН в честь 275-летия РАН;
- 2000 — Лауреат конкурса Правительства Москвы «Профессор-2000»[17];
- 2003 — Почётный работник охраны природы Российской Федерации;
- 2007 — Заслуженный деятель науки Российской Федерации;
- 2011 — Медаль имени профессора Н. Ф. Реймерса за выдающийся вклад в развитие экологии;
- 2012 — Золотая медаль Русского Географического Общества им. академика И. П. Бородина, за вклад в охрану природы и создание особо охраняемых природных территорий;
- 2018 — Орден В. И. Вернадского Неправительственного экологического фонда имени В. И. Вернадского[18], за особые заслуги и научные достижения в области экологии и охраны окружающей среды;
- 2021 — Премия РАН им. академика А. А. Григорьева за выдающиеся работы в области физической географии[19].
- 2024 — Почётная грамота Президента Российской Федерации (5 февраля 2024 года) — за заслуги в развитии отечественной науки, многолетнюю плодотворную деятельность и в связи с 300-летием со дня основания Российской академии наук[20];
- 2025 — Заслуженный географ Российской Федерации (31 июля 2025 года) — за заслуги в научной деятельности и многолетнюю добросовестную работу[21].

## Фото

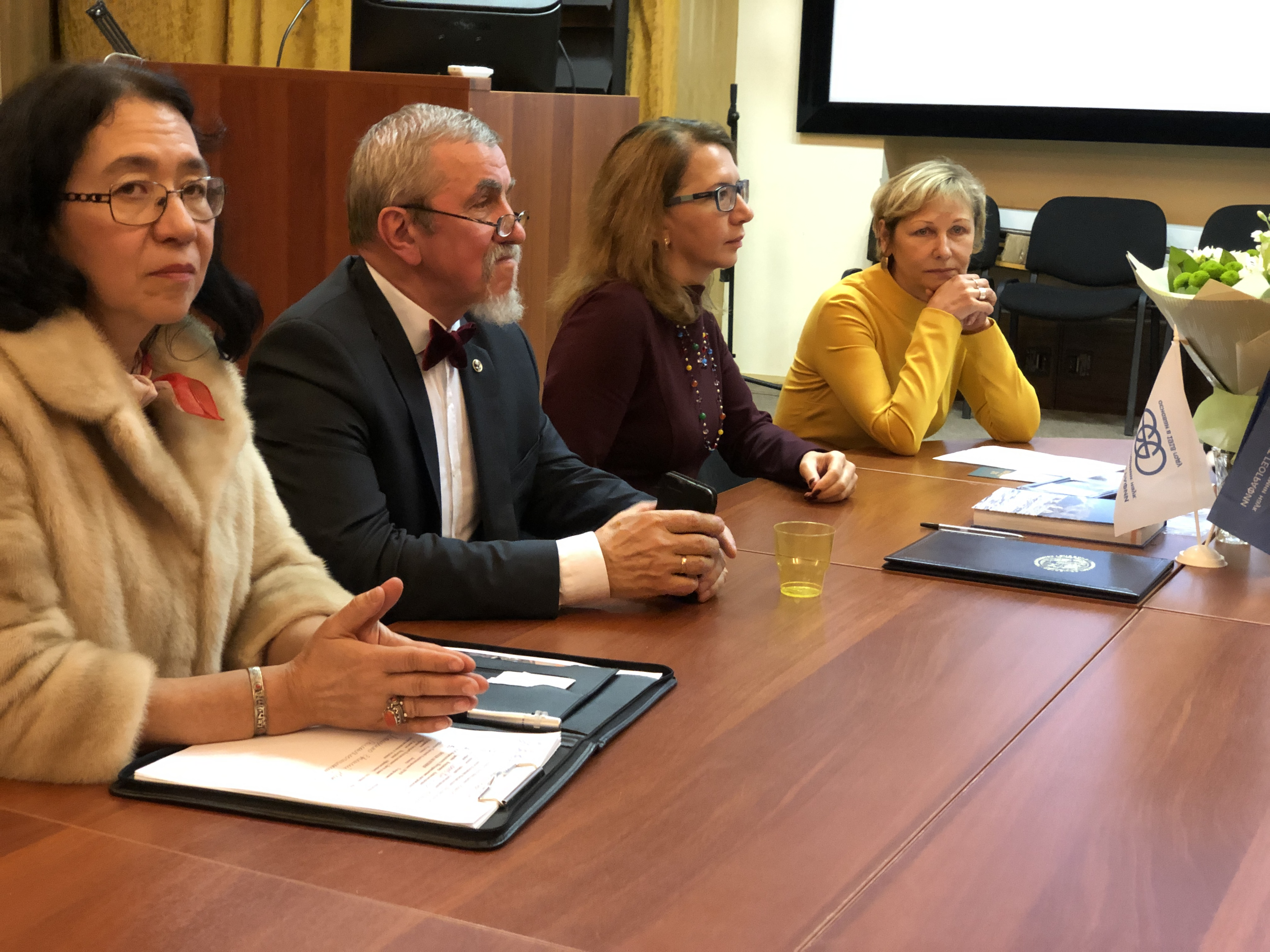
На 100-летии ИГ РАН, 2018
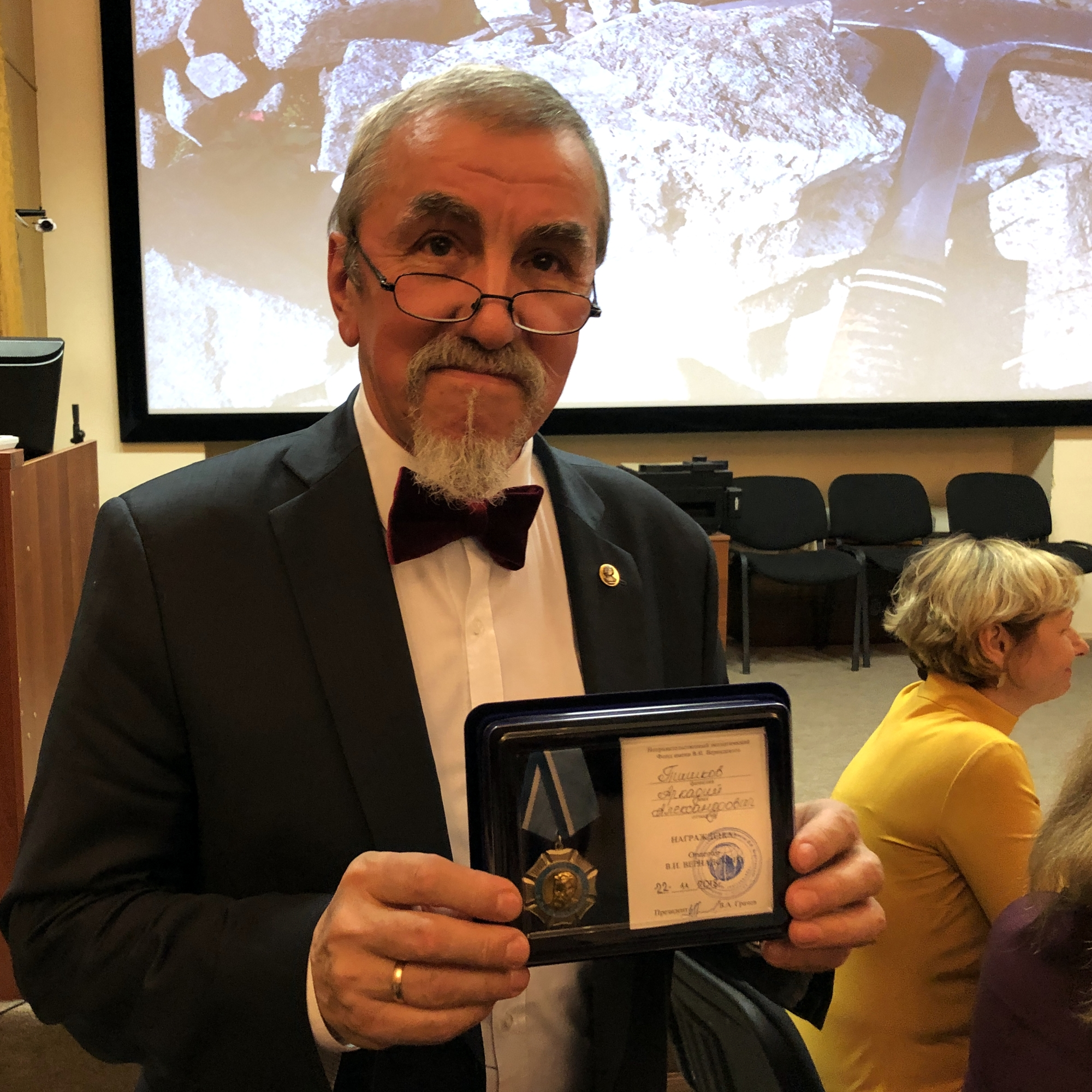
Орден В. И. Вернадского
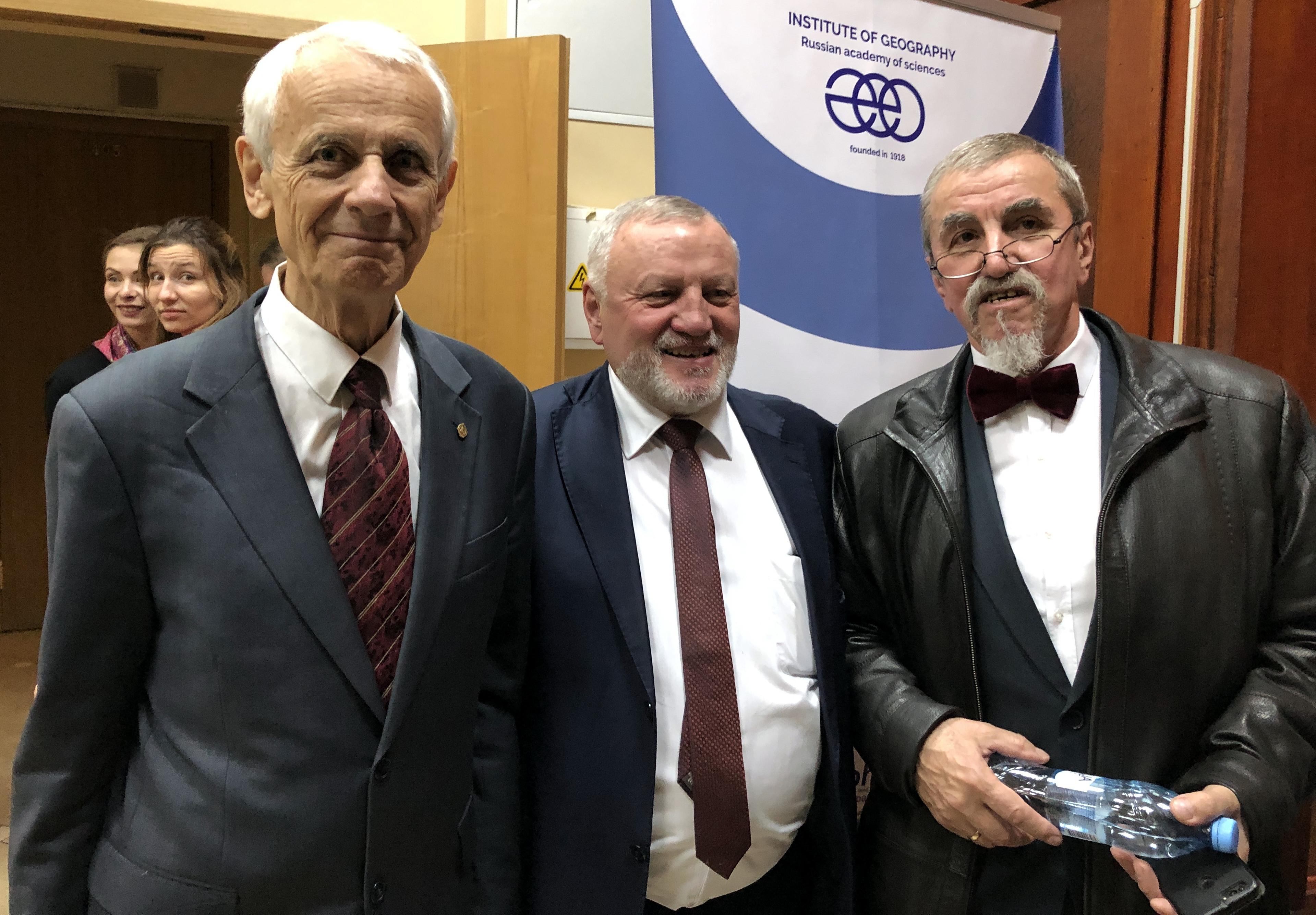
На 100-летии ИГ РАН в ГИН РАН, 2018
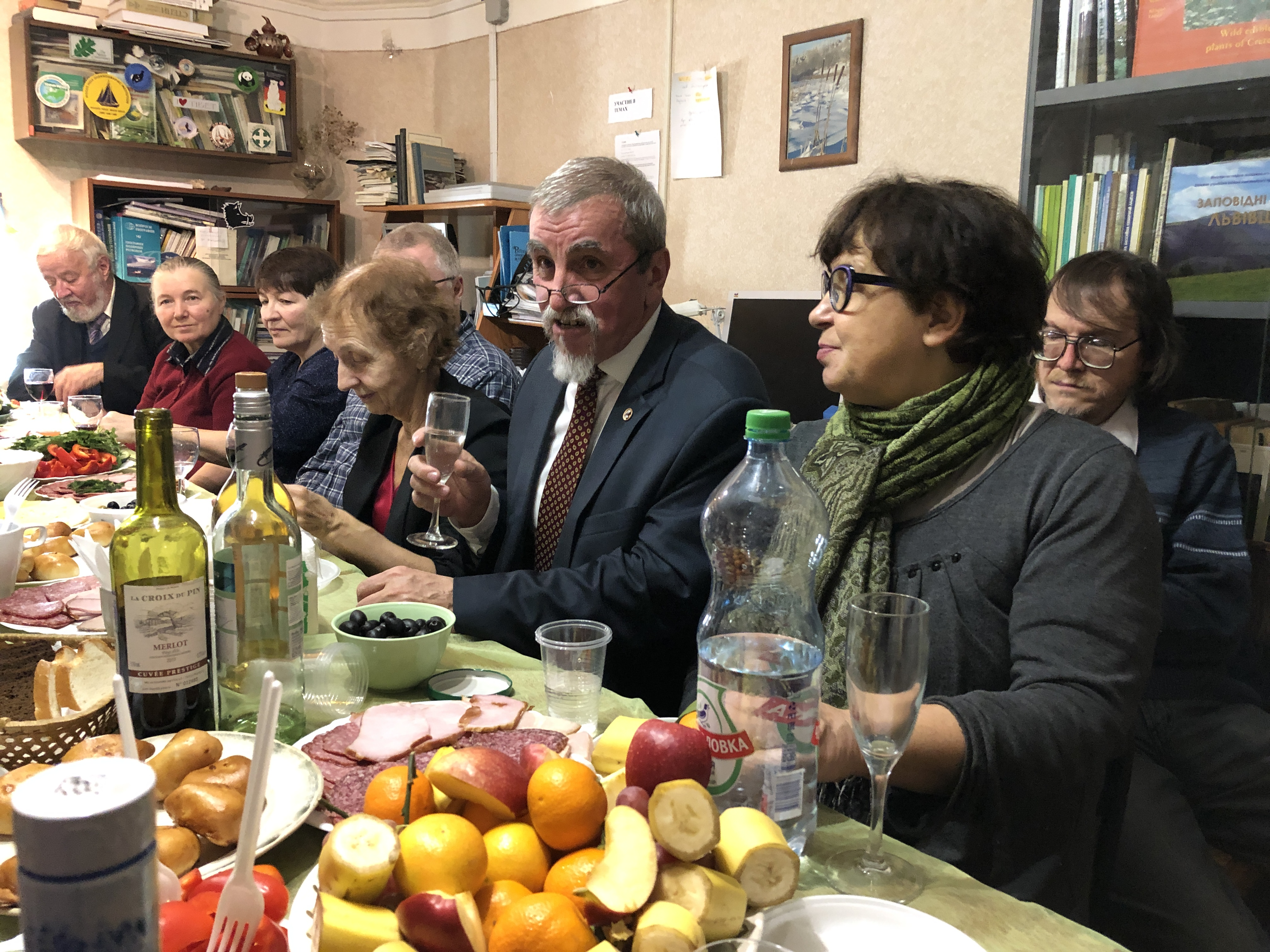
В Лаборатории Биогеографии ИГ РАН, 2018
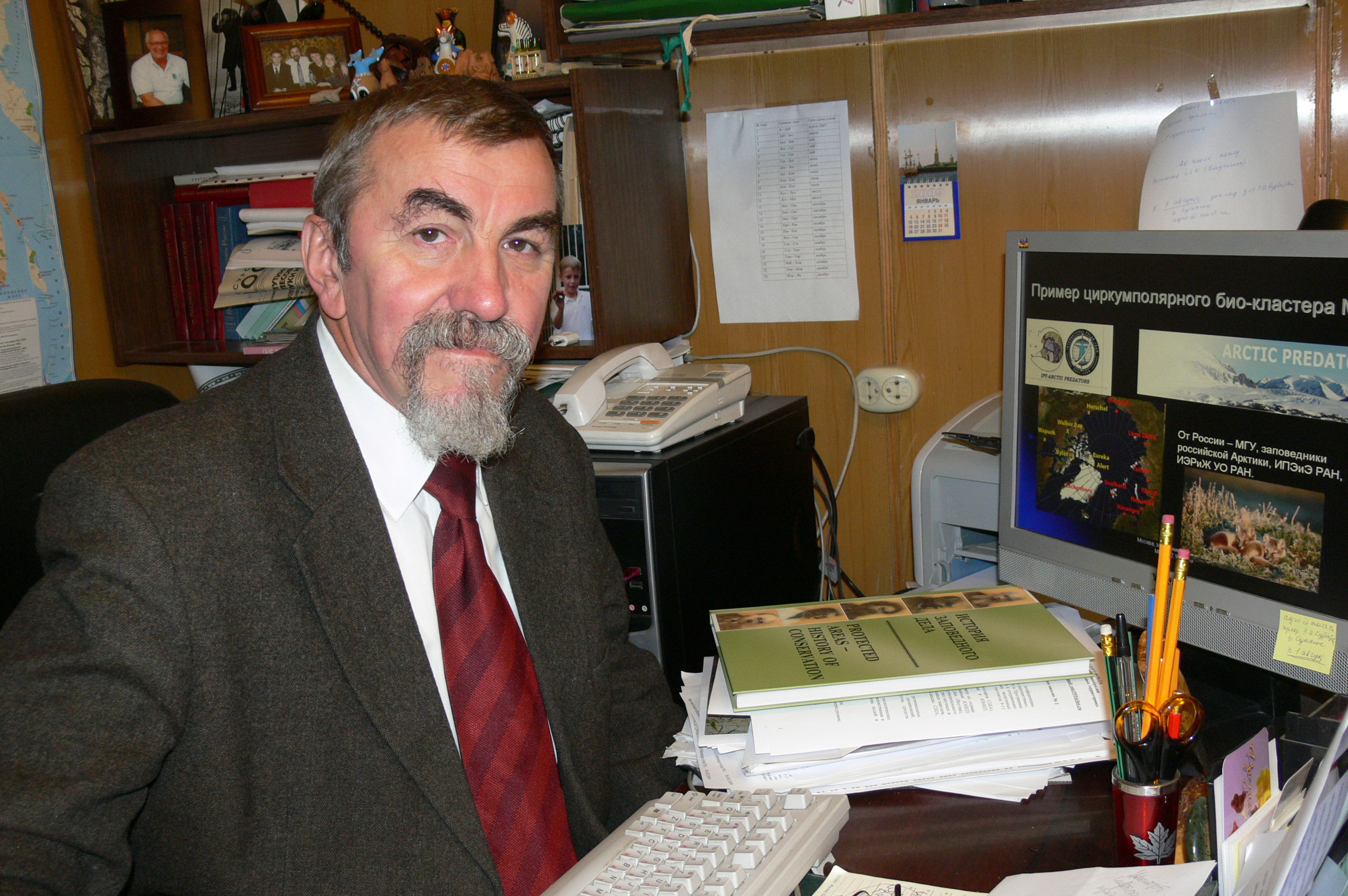
В кабинете в ИГ РАН
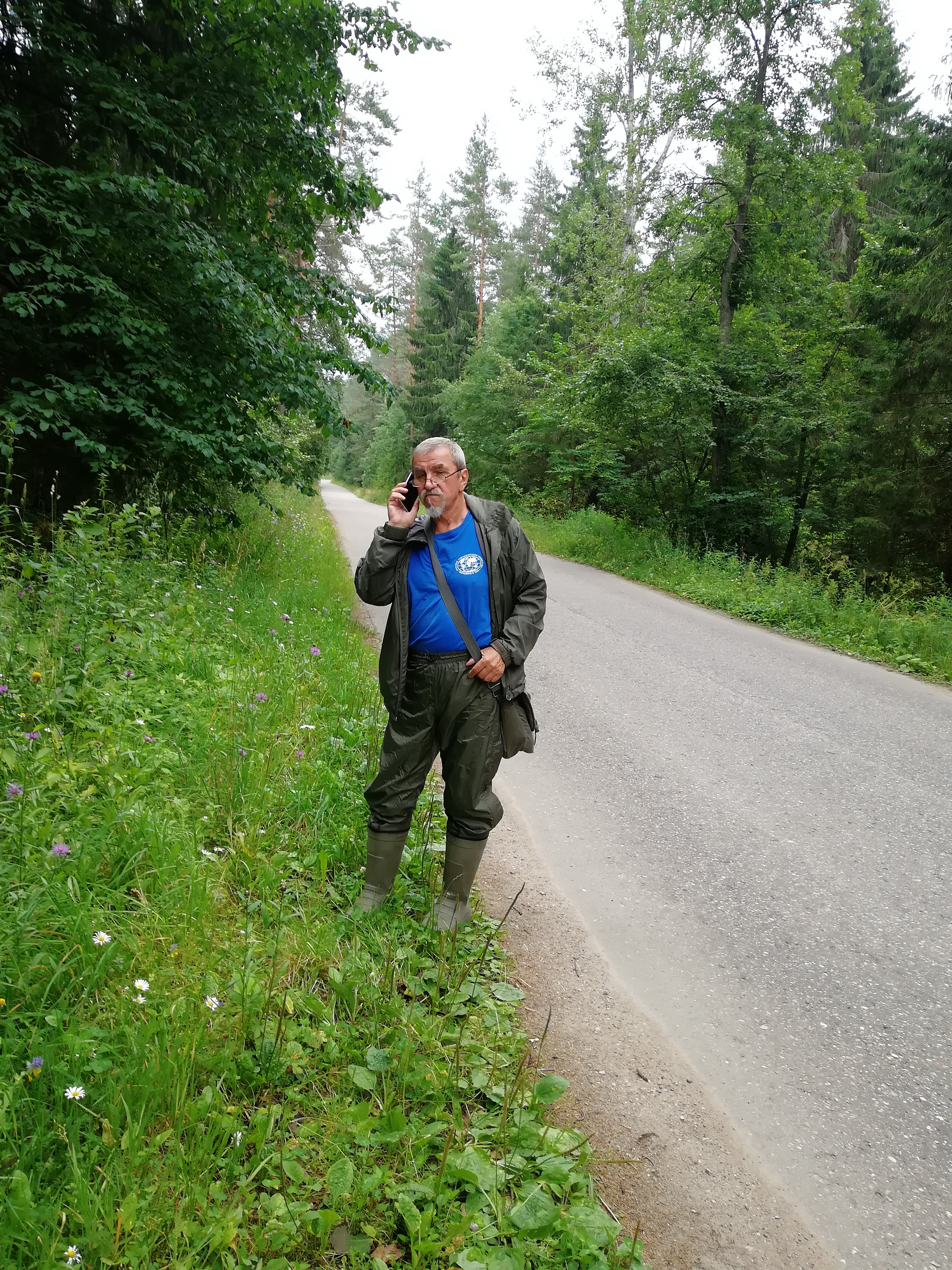
В национальном парке "Валдайский", 2018
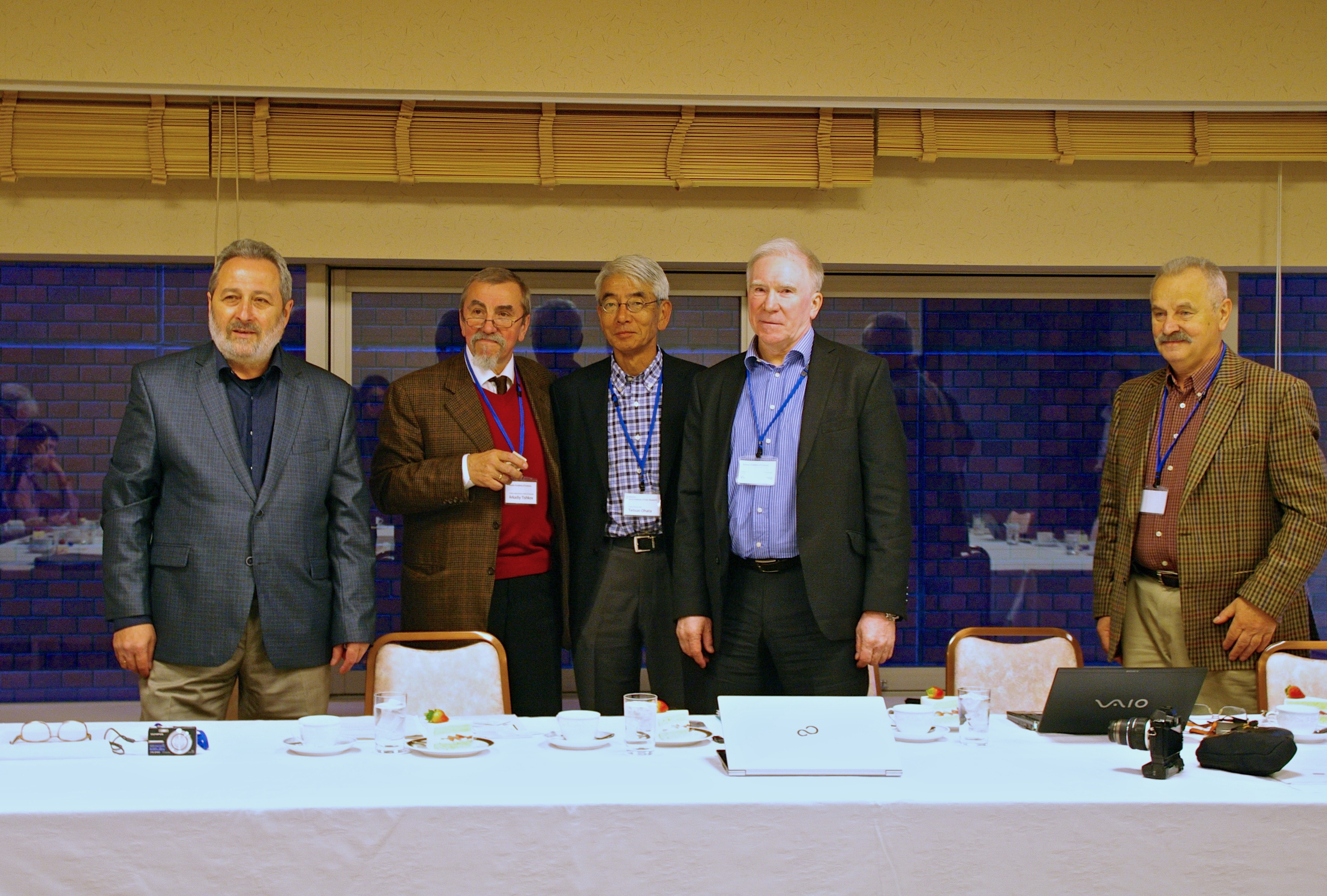
В Японии с лидерами арктических проектов, 2014
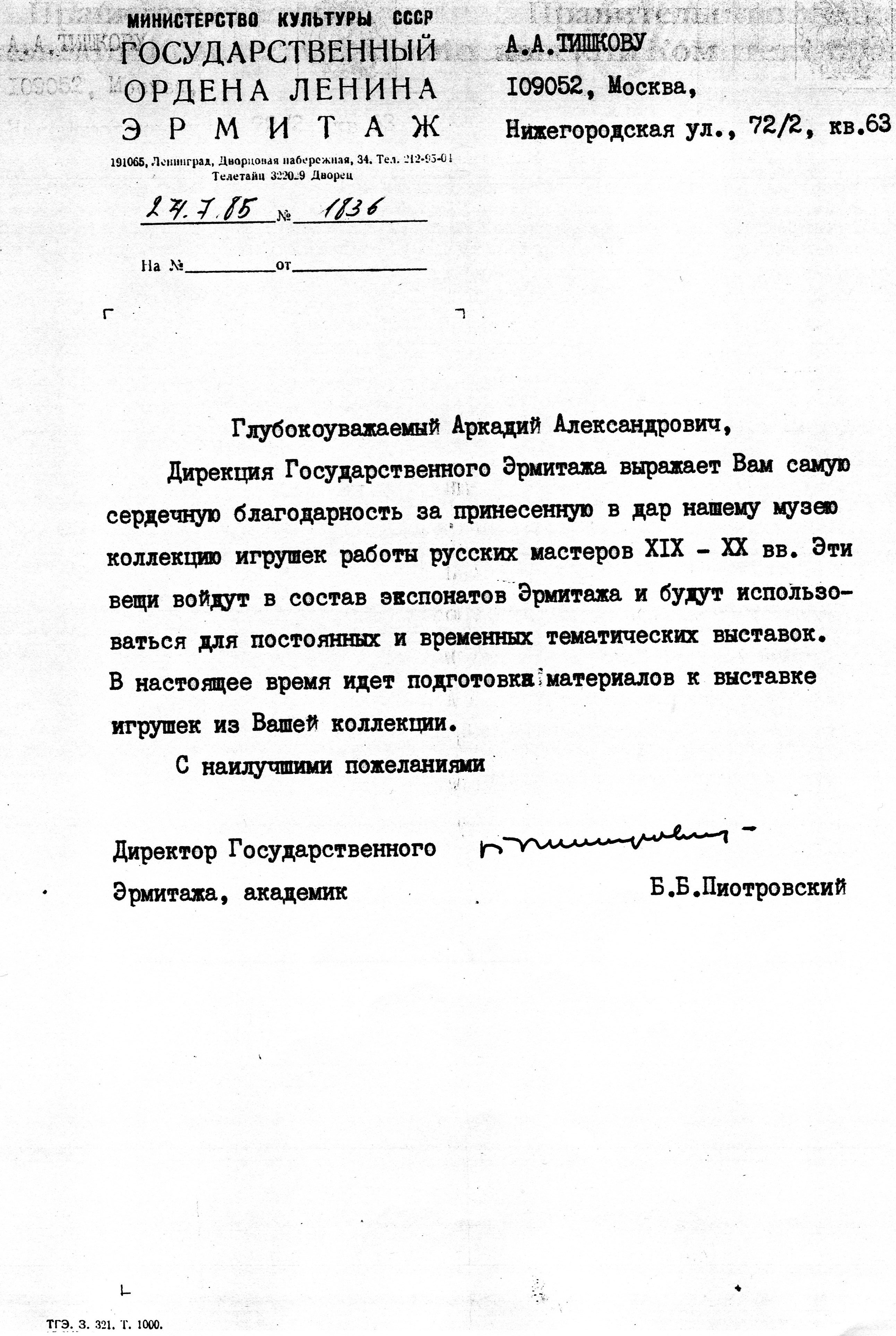
Письмо Б.Б. Пиотровского о даре Эрмитажу коллекции игрушек, 1985
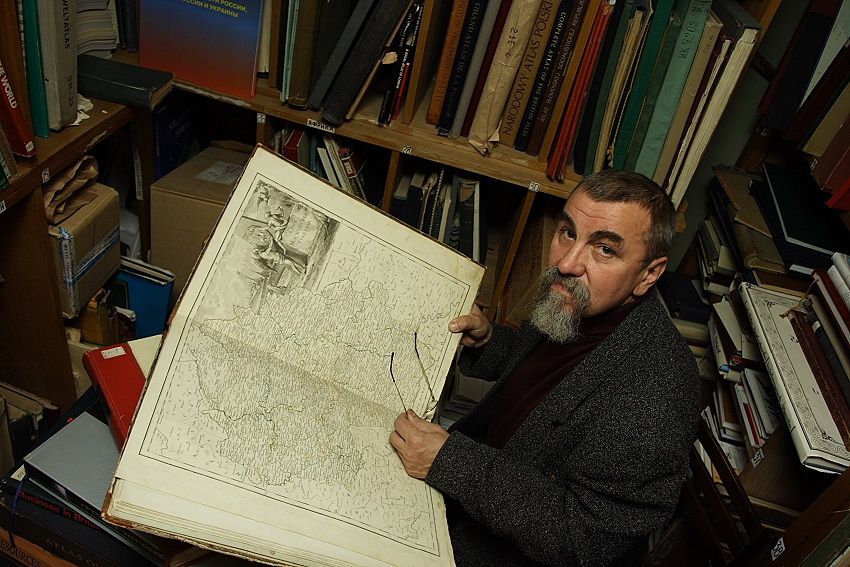
В хранилище атласов ИГ РАН